# Cañizar
Cañizar è un comune spagnolo di 57 abitanti (2022) situato nella comunità autonoma di Castiglia-La Mancia.